# HYOZAN
HYOZAN fight club（ヒョーザン・ファイト・クラブ　略称HYOZAN）は、日本の総合格闘技団体。

## 解説
主に近畿地方で大会を行っている。年齢制限がなく、体重の区分は
1. ストロー級、フライ級、バンタム級
2. フェザー級、ウェルター級、ミドル級
3. ライトヘビー級、ヘビー級、スーパーヘビー級

に分けられている。
歴代の優勝者には著名な格闘家もいる。

## 過去の優勝者
- 2015年（第1回） - 水野竜也
- 2016年（第2回） - 石澤常光
- 2017年（第3回） - 秋山成勲
- 2018年（第4回） - 那須川天心
- 2019年（第5回） - 武尊
- 2020年（第6回）:コロナのため中止（2021年・2022年も中止）
- 2023年（第7回） - 田中雅宗